# 快桅

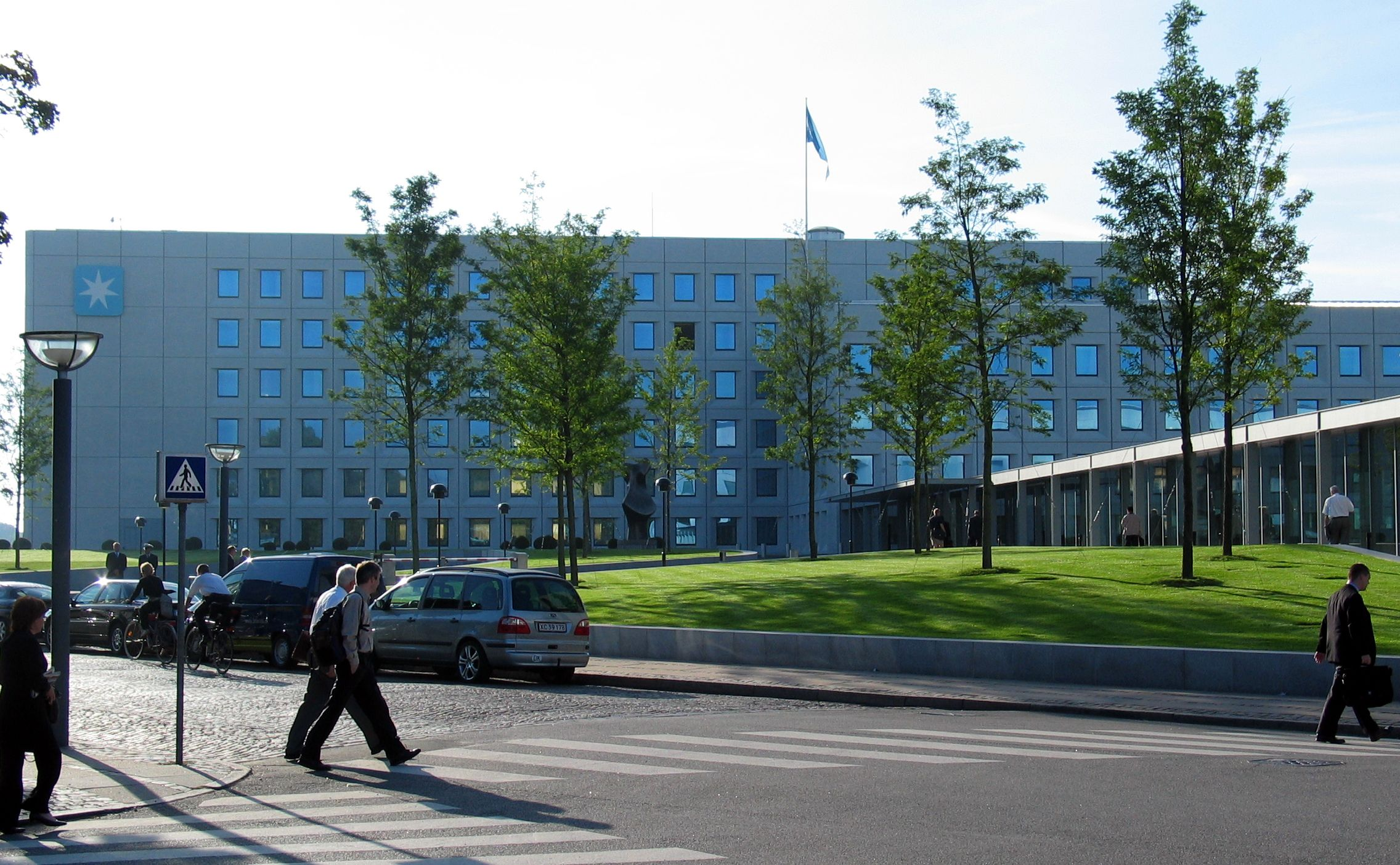
马士基位于哥本哈根的总部

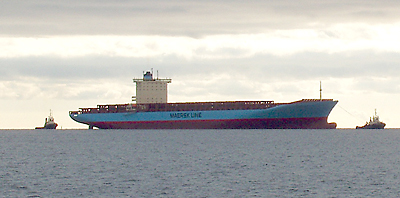
貢沃兒快桅號（Gunvor Maersk）——马士基旗下一艘8500TEU的歌倫快桅級貨櫃船集装箱轮。2005年時攝於丹麥奥胡斯港內。

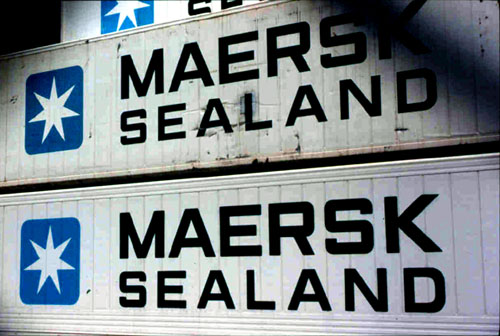
马士基的集装箱

埃彼穆勒-快桅集團（丹麥語：A.P. Møller-Mærsk Gruppen；中國大陸、香港：A.P.穆勒-馬士基集團），常簡稱為快桅，是一個總部設於丹麥哥本哈根、世界知名的跨國企業集團。快桅集團主要是以運輸（貨櫃運輸船隊）及能源（離岸石油開採和運輸）作為主要的業務核心，也是世界上最大的貨櫃船運經營者及貨櫃船供應商。快桅集團旗下擁有500多艘貨櫃船（其中有56艘為超巴拿馬級）及1百萬個貨櫃，在全球有40處專用貨櫃場，除了貨櫃船之外，該集團旗下尚擁有規模不小的散裝貨輪與液化天然氣船船隊。快桅集團在全球130多個國家設有子公司和辦事處，並在全球僱用了11萬的員工。在2007年雜誌公佈的全球前五百大企業排名中，排名第138位。

## 業務範圍
快桅集團業務主要分為四大類：貨櫃、能源、零售及其他業務。

### 貨櫃及相關業務
貨櫃及相關業務是快桅集團主要業務，在2007年上半年的收入佔全集團53%，儘管在這期間發布財務損失近10億丹麥克朗。

#### 快桅航運
快桅航運僱用的員工數及收入佔了集團中的大部分。快桅航運擁有500艘船及190萬個貨櫃，在全球提供運輸服務。
快桅航運今天是世界上最大貨櫃船經營者。

#### 快桅航運有限公司
快桅航運有限公司，是以美國為基地的快桅集團子公司，業務包含管理美國籍船隻、提供美國政府機構及其承包商運輸和物流服務。其總部都設在維吉尼亞州諾福克。
從一開始使用較小的船隻處理美國政府補助的貨物，到後來因為從事商業運輸業務成長快速，而在1999年收購Sea-Land Service, Inc，接著2005年收購了鐵行渣華（P&O Nedlloyd）及Farrell Lines。

#### 船隊
- 600艘以上貨櫃船，其中包括世界最大的3E級貨櫃輪及次大的超巴拿馬級貨櫃輪（Emma Maersk）[8]。
- 37艘貨櫃船訂單在Odense Steel Shipyard，下單的包括Volkswerft Stralsund、三星重工（Samsung Heavy Industries）、韓進重工（Hanjin Heavy Industries）、大连新船重工（Dalian New Shipbuilding）、Daewoo S&ME。這些船的大小從能容納1,800到14,500個標準貨櫃（TEU）。
- 6艘30萬噸雙殼超大型油輪，在大連新訂購9艘31萬噸油輪。
- 27艘油輪（15,000、29,000、35,000、110,000 DWT）。
- 9艘天然氣船（最大35,000立方公尺）。訂購6艘超大型天然氣船（VLGC，38,000 / 80,000立方公尺）。
- 2艘液化石油氣船138,130立方公尺與145,130立方公尺，跟三星訂購6艘165,500立方公尺液化石油氣船。
- 3艘海上浮式生產儲油輪（FPSO）。
- 10艘汽車運輸船（能容納3,000到5,100台汽車），能容納5,000台汽車的運輸船已訂購3艘。
- 40艘海纜船及特殊用途船隻。
- 29艘鑽船，快桅石油勘探公司（Maersk Contractors）所有。
- 12艘渡船，提供渡輪服務，荷蘭的Norfolk Line
- 265艘以上的拖船，駁船及其他船隻（A/S Em Z.Svitzer-Wijsmüller Group）。已訂購40艘以上的拖船。

雖然大多數的船隻都屬於丹麥籍（DIS flagged），但也有很多船隸屬英國/IOM（Maersk Co./UK Ltd.）、新加坡（A.P.Moller Singapore Pte. Ltd）、香港（Maersk Hong Kong Ltd）、美國（Maersk Line Limited/USA）、法國（Maersk France S/A）、南非及比利時（Safmarine）。
北亞區業務以香港為地區總部，管轄包括中國、韓國、台灣、日本、和香港。目前香港辦事處聘有超過750名員工，共17艘在香港註冊的船隻總資產價值為6.4億美元。
亞洲南部業務以新加坡為地區總部。有69艘船在新加坡註冊，在香港註冊的船隻將增至39艘

#### 機隊

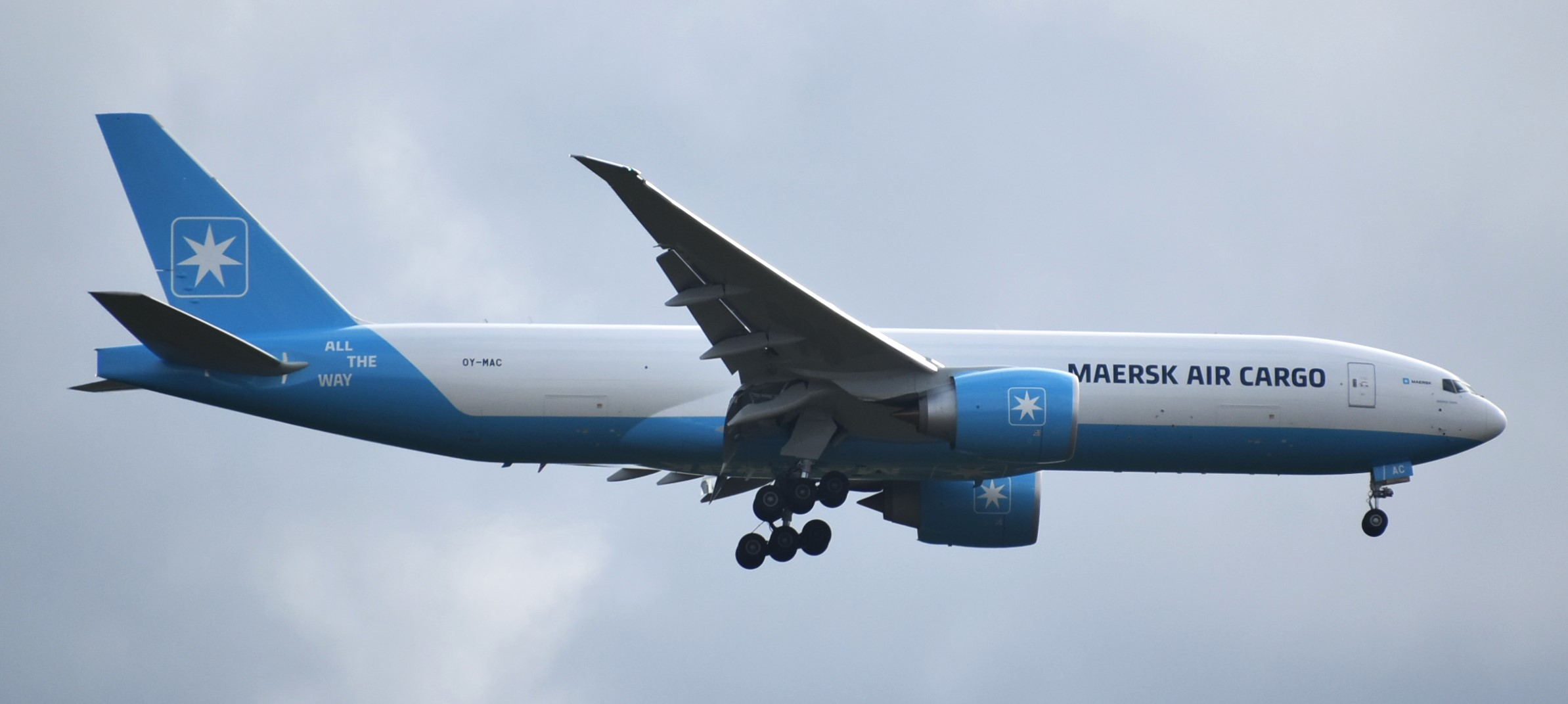
快桅空運的波音777貨機

截至2025年5月，快桅空運機隊如下：
| 机型           | 数量 | 已订购 | 選擇權 | 备注 |
| -------------- | ---- | ------ | ------ | --- |
| 波音767-200(F) | 9    | —      | —      | 改裝二手機 除其中兩架為英國籍外，均於丹麥註冊                                                                                               |
| 波音767-300F   | 5    | —      | —      | 最新三架原先由中原龍浩航空訂購，後因取消合約而改為交付快桅 新機由Amerijet International代為操作，並於美國註冊；另外兩架為二手機則於丹麥註冊 |
| 波音767-300(F) | 5    | —      | —      | 改裝二手機 均於丹麥註冊 |
| 波音777F       | 2    | —      | —      | 全新機 |
| 合計           | 21   | —      | —      | |

## 歷史
快桅集團一開始是一家名為Dampskibsselskabet Svendborg的船公司，由船長彼得·馬士基-穆勒（Peter Mærsk-Møller）和他的兒子Arnold Peter Møller在Svendborg在1904年成立。A.P. Møller的12個小孩中的一人Mærsk Mc-Kinney Møller在1939年成為公司合夥人。在A.P. Møller1965年6月去世後，Mc-Kinney Møller當上公司CEO直到1993年。從1965年開始，Mærsk Mc-Kinney Møller擔任公司董事長直到2003年12月（當時他90歲）。
直到2006年5月他仍是Odense Steel Shipyard的經營合夥人。
快桅在第二次世界大戰時業務一度萎縮，戰後又重新復甦。除了海運業務之外，還成立了造船廠、貨櫃場、石油探勘以及航空公司（快桅航空，Maersk Air）等。2005年，快桅併購鐵行渣華（P&O Nedlloyd）。
2014年3月21日，美國的聯邦海事委員會（Federal Maritime Commission, FMC）批准馬士基與法國達飛海運集團（CMA-CGM）及瑞士的地中海航運（MSC）三家公司欲組成P3聯盟（P3 Alliance）的申請案。三家公司預計分享彼此的港埠設施並聚集一支為數250艘的船隊，以經營歐亞、跨太平洋與跨大西洋三條航線。屆時原本就是全球前三大貨櫃航運業者的這三家公司，預估將佔有歐亞航線42%的業務量，與跨太平洋航線24%的業務量。FMC的核准將自3月24日生效，但此核准只對以美國的港埠為起迄點的航線有效，P3聯盟仍須獲得歐盟與中國政府的批准，才能實際正式運作。快桅預計P3聯盟將自2014年中開始運作。
2016年12月1日馬士基航運與歐特克集團（Oetker Group）達成協議，馬士基將以37億歐元的價格收購全球第七大貨櫃航運公司德國漢堡南美船務集團，漢堡南美船務集團在全球擁有超過250個辦事機構，員工達5960名，旗下擁有漢堡南美船務公司、智利國家航運公司（CCNI）及巴西 Aliança 船務公司等品牌。
2017年8月21日馬士基航運與道達爾達成協議，道達爾將以49.5億美元的道達爾股票，相當於後者的股本約3.8%。和承擔25億美元債務交易的方式斥資74.5億美元(約581.1億港元)，收購馬士基的石油業務分支。

## 分公司
- 香港商馬士基亞洲散貨船租賃有限公司
- 香港商馬士基船舶租賃買賣亞洲有限公司
- 丹麥商台灣快桅股份有限公司

## 外部連結
- 官方网站
- Maersk Triple E Class Images & Info （页面存档备份，存于）